# Marie Háchová

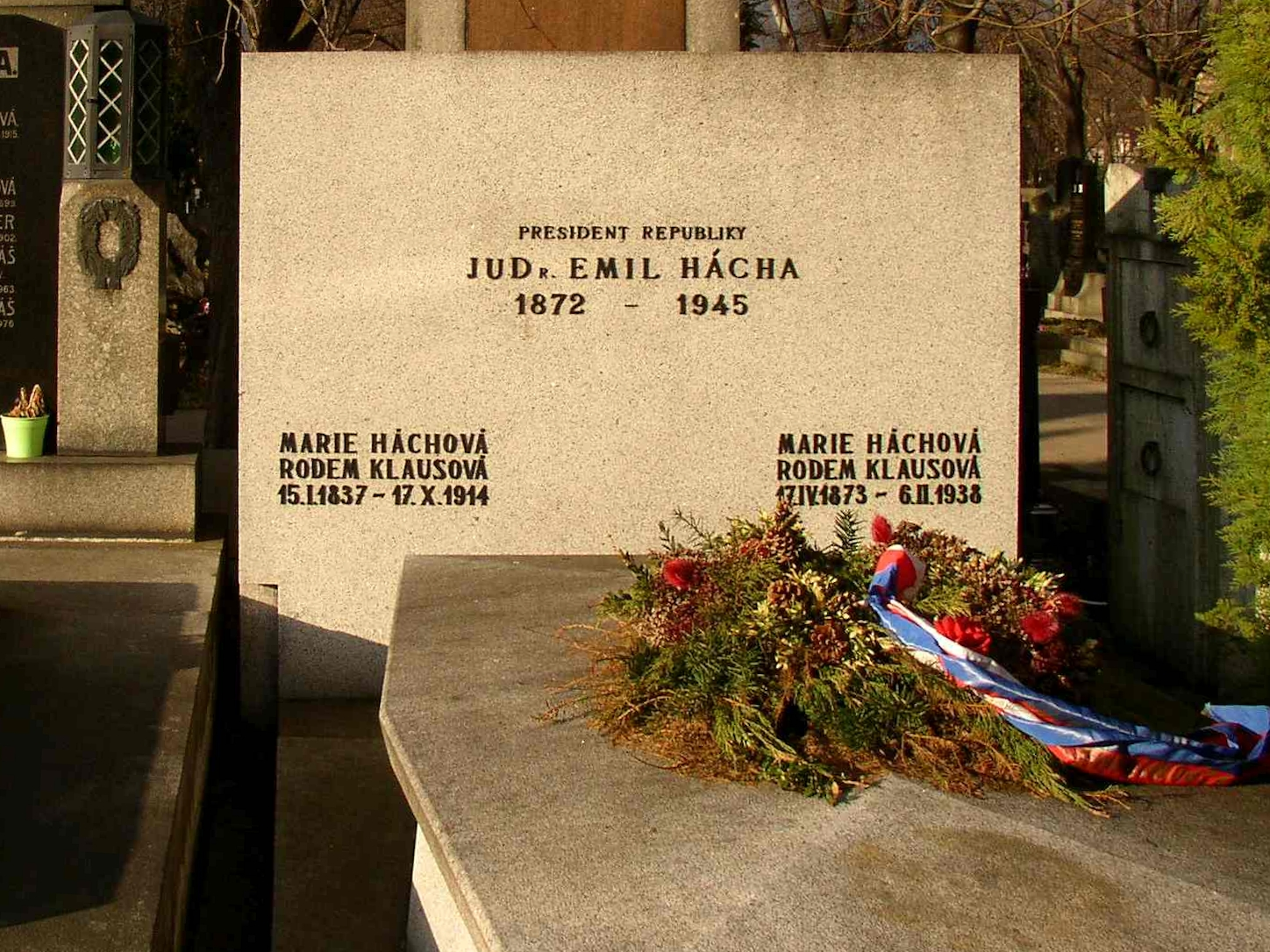
Náhrobek Emila Háchy a Marie Háchové

Marie Háchová, rozená Klausová, (17. dubna 1873 Praha – 6. února 1938 Praha) byla manželkou a sestřenicí Emila Háchy, pozdějšího třetího československého prezidenta.

## Život
Narodila se v roce 1873 do rodiny pražské německé rodiny Klausů. V roce 1902 se provdala za budoucího československého prezidenta Emila Háchu, o rok později se jim narodila dcera Milada. Marie zemřela v Praze ve věku 64 let v roce 1938. Ve stejném roce se její dcera rozvedla. Emila Háchu její smrt hluboce zasáhla. Pohřbena je se svým manželem na Vinohradském hřbitově v Praze. Deset měsíců po její smrti se Emil Hácha stal prezidentem Česko-Slovenské republiky.